# نشنال (مریلند)
نشنال (به انگلیسی: National) یک منطقهٔ مسکونی در ایالات متحده آمریکا است که در شهرستان الیگنی، مریلند واقع شده‌است. نشنال ۰٫۴ کیلومتر مربع مساحت و ۵۶ نفر جمعیت دارد و ۵۲۷٫۳۱ متر بالاتر از سطح دریا واقع شده‌است.